# Милан Пановић
Милан Пановић (Београд, 27. фебруара 1998) српски је фудбалер.